# Distrito de San Fernando

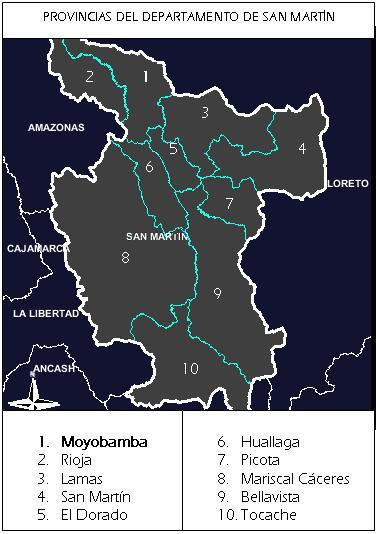
División política del Departamento de San Martín.

El distrito peruano de San Fernando es uno de los ocho  distritos que conforman la Provincia de Rioja en el Departamento de San Martín, perteneciente a la Región de San Martín  en el Perú.
Desde el punto de vista jerárquico de la Iglesia católica forma parte de la  Prelatura de Moyobamba, sufragánea de la Metropolitana de Trujillo y  encomendada por la Santa Sede a la Archidiócesis de Toledo en España.

## Población
El Distrito tiene 12,000 habitantes aproximadamente.

## Capital
La Capital de este distrito es la ciudad de San Fernando, situada a 1.150 m s. n. m.